# Murtosaari (ö i Norra Savolax, Nordöstra Savolax, lat 62,84, long 28,80)
Murtosaari är en ö i Finland. Den ligger i sjön Rikkavesi och i kommunen Kaavi i den ekonomiska regionen  Nordöstra Savolax ekonomiska region  och landskapet Norra Savolax, i den centrala delen av landet, 400 km nordost om huvudstaden Helsingfors. Öns area är 10,3 hektar och dess största längd är 0,6 kilometer i sydöst-nordvästlig riktning.